# José Márcio Nicolosi
José Márcio Nicolosi (São Paulo, 6 de novembro de 1958) é um quadrinista, ilustrador e diretor de animação brasileiro, conhecido por seu trabalho nos Estúdios Maurício de Sousa.

## Biografia
Incentivado desde a infância por seu pai, desenhista, Nicolosi teve seus desenhos publicados aos cinco anos no suplemento Folhinha, da Folha de S.Paulo.
Iniciou sua carreira profissional em 1974, trabalhando nos Estúdios Maurício de Sousa, desenhando histórias em quadrinhos da Turma da Mônica, Pelezinho e Penadinho.  O traço redondo e narrativa visual dinâmicos das histórias ilustradas por Nicolosi se destacavam do estilo padrão do estúdio, (que só passou a creditar os artistas a partir de 2015).  Estudou física na Universidade de São Paulo, mas abandonou o curso para se dedicar somente aos quadrinhos.
Em 1982, Nicolosi passou a trabalhar no departamento de animação do estúdio, colaborando no layout dos primeiros longas-metragens: As Aventuras da Turma da Mônica e A Princesa e o Robô (no qual também foi roteirista). A partir de 1984 trabalhou como animador freelancer, colaborando com animações publicitárias e curtas-metragens nos estúdios de Daniel Messias e Luiz Briquet. Volta a trabalhar para a MSP na década de 1990, dirigindo os longas Cine Gibi de 2004 e Cine Gibi 2, a série de curtas animados da Turma da Mônica e a série Mônica Toy. Nas páginas da revista Heróis do Futuro publicou a tira Flip Book Stories, que ensinava os princípios básicos de animação.
Em 2009, volta a desenhar uma HQ da turma, Cascão Porker e a Pedra Distracional (com roteiro de Flávio Teixeira), paródia de Harry Potter, pela coleção Clássicos do Cinema. Em 2015, ilustrou a adaptação de O Pequeno Príncipe, de Antoine de Saint-Exupéry com Cebolinha no papel-título.
Além de seu trabalho na MSP Nicolosi é autor da série de graphic novels Fetichast, com três álbuns publicados: Províncias do Desejo (1991), ganhador do Troféu HQ Mix - Publicação erótica), Províncias dos Cruzados (2007) e Solo i Colo i Companhia (2019).